# إيما جونستون
إيما جونستون (بالإنجليزية: Emma Johnston)‏ هي عالمة الأحياء البحرية أسترالية، ولدت في 1973.